# Johann Philipp Gruson
Jean Philippe Gruson, auch Johann Philipp Gruson oder Grüson (* 2. Februar 1768 in Neustadt bei Magdeburg; † 16. November 1857 in Berlin) war ein deutscher Mathematiker.

## Leben
Gruson entstammte einer 1689 in Magdeburg, Magdeburg-Neustadt und Sudenburg angesiedelten hugenottischen Familie. Er war der Sohn von Abraham Gruson und Susanne Marie Gruson, geb. Bailleu.
1790 erfand er während seiner Tätigkeit bei der preußischen Kriegs- und Domänenkammer in Magdeburg eine Rechenmaschine. Er ging 1794 nach Berlin und war Professor für Mathematik im Kadettenkorps, an der Bauakademie und später an der Friedrich-Wilhelms-Universität. Im Jahre 1817 nahm er die Stelle des Mathematikers am dortigen Collège Français an, wo er bis zu seiner Verabschiedung 1833 tätig war.
Gruson veröffentlichte Logarithmentafeln, trigonometrische Tafeln und Währungsumrechnungstabellen, er erfand Rechenstäbe für die vier Grundrechenarten und reformierte den Mathematikunterricht. Für seine einflussreichen, in deutscher und französischer Sprache verfassten wissenschaftlichen und populärwissenschaftlichen Werke erhielt er den Roten Adlerorden. Seit 1798 war er ordentliches Mitglied der Preußischen Akademie der Wissenschaften.
Gruson wurde am 19. November 1857 auf dem Französischen Friedhof an der Liesenstraße in Berlin beigesetzt.

## Werke
- Pinakothek, oder Sammlung allgemeiner nützlicher Tafeln für Jedermann, zum Multipliziren und Dividiren. Lagarde, Berlin 1798. (Digitalisat)
- Sammlung Algebraischer Aufgaben. 2 Bände. Hendel, Halle 1793–1794.
  - Band 1: Aufgaben vom ersten Grade mit Einer unbekannten Größe. (Digitalisat)
  - Band 2: Aufgaben vom ersten Grade mit Zwey unbekannten Größen. (Digitalisat)
- Die Kegelschnitte, elementarisch, geometrisch, algebraisch, zum Behuf der Vorlesungen abgehandelt ... Duncker & Humblot, Berlin 1820. (Digitalisat)
- Simplification et extension de la géométrie d'Euclide. Starcke, Berlin 1829. (Digitalisat)